# دبی فریمن
 دبی فریمن (انگلیسی: Debbie Freeman؛ زاده ۵ ژوئن ۱۹۶۲) یک تنیس‌باز اهل استرالیا است.